# Zesílení
Zesílení je v elektrotechnice proces, kdy je analogovému nebo diskrétnímu signálu zvětšena amplituda. Zařízení, které signály zesiluje, se nazývá zesilovač.
V elektrotechnice jsou nejčastěji zesilovány napěťové, proudové a optické signály. Hovoří se pak o zesilovačích napětí, zesilovačích proudu a optických zesilovačích.
Vysokofrekvenční signály jsou zpracovávány vysokofrekvenčními (vf.) zesilovači. Tyto zesilovače se nejčastěji vyskytují v radiotechnice jako základní obvody rádiopřijímačů a rádiovysílačů. Nalézají se také v obvodech rychlého zpracování a přenosu dat.
Nízkofrekvenční signály jsou zpracovávány nízkofrekvenčními (nf.) zesilovači, které se nejčastěji vyskytují v oblasti audio techniky.
Zesilovat lze také výkon signálu. K tomu slouží tzv. výkonové zesilovače. Ty jsou nejčastěji tzv. koncovým prvkem a za nimi následují reproduktor (u nf. signálů), anténa (u vf. signálů) nebo další prvky, které je nutné budit dostatečným výkonem.

## Důvody zesílení
Signály se zesilují proto, aby se dosáhlo jistých výkonových parametrů. Ty jsou důležité ve chvíli, kdy je třeba signály budit výkonová zařízení (antény, reproduktory…) nebo signál zesílit před jeho přenosem, aby vlivem útlumu přenosové cesty signál nezmizel v šumu.
Signály jsou také zesilovány před dalším zpracováním. Obvyklé je sériové zapojení zesilovačů, kdy první zesilovač (tzv. předzesilovač) výkonově přizpůsobuje signál pro výkonový zesilovač.

## Parametry zesílení
Parametry zesílení jsou dány výhradně parametry zesilovače. Obecně platí, že každým zesílením signálu jsou zhoršeny některé jeho parametry. 